# Anne Elvebakk
Anne Elisabeth Elvebakk (Voss, 10 maggio 1966) è un'allenatrice di biathlon ed ex biatleta norvegese.
In seguito al matrimonio assunse anche il cognome del coniuge e gareggiò come Anne Linn Elvebakk o Anne Elvebakk Linn.

## Biografia

### Carriera da biatleta
In Coppa del Mondo ha esordito nel 1987 nell'individuale di Hochfilzen, conquistando subito la prima vittoria, e ha vinto la classifica generale nel 1988.
In carriera ha partecipato a due edizioni dei Giochi olimpici invernali, Albertville 1992 (32ª in sprint) e Lillehammer 1994 (59ª in individuale) e a sette dei Mondiali, Falun/Oslo 1986 (11ª in individuale, 9ª in sprint, 3ª in staffetta), Lahti/Lake Placid 1987 (21ª in individuale, 3ª in sprint, 3ª in staffetta), Chamonix 1988 (1ª in individuale, 3ª in sprint, 2ª in staffetta), Feistritz 1989 (2ª in individuale, 1ª in sprint, 2ª nella gara a squadre), Minsk/Oslo/Kontiolahti 1990 (1ª in sprint, 2ª in staffetta), Lahti 1991 (2ª in staffetta) e Borovec 1993 (9ª in staffetta).

### Carriera da allenatrice
Dopo il ritiro è divenuta allenatrice della Nazionale di biathlon della Norvegia.

### Altre attività
Tra il 2004 e il 2005 prese parte ad alcune gare di Marathon Cup (granfondo), ottenendo come miglior risultato l'ottavo posto nella Marcialonga del 2005.

## Palmarès

### Mondiali
- 12 medaglie:
  - 3 ori (individuale[2] a Chamonix 1988; sprint[2] a Feistritz 1989; sprint[2] a Minsk/Oslo/Kontiolahti 1990)
  - 5 argenti (staffetta a Chamonix 1988; individuale[2], gara a squadre a Feistritz 1989; staffetta a Minsk/Oslo/Kontiolahti 1990; staffetta a Lahti 1991)
  - 4 bronzi (staffetta a Falun/Oslo 1986; sprint[2], staffetta a Lahti/Lake Placid 1987; sprint[2] a Chamonix 1988)

### Coppa del Mondo
- Vincitrice della Coppa del Mondo nel 1988
- 9 podi (tutti individuali[3]), oltre a quelli conquistati in sede iridata e validi anche ai fini della Coppa del Mondo:
  - 2 vittorie
  - 6 secondi posti
  - 1 terzo posto

#### Coppa del Mondo - vittorie
| Data             | Località   | Nazione  | Specialità |
| ---------------- | ---------- | -------- | ---------- |
| 17 dicembre 1987 | Hochfilzen | Austria  | IN         |
| 18 marzo 1989    | Steinkjer  | Norvegia | SP         |

Legenda:

IN = individuale

SP = sprint